# Beton konopny

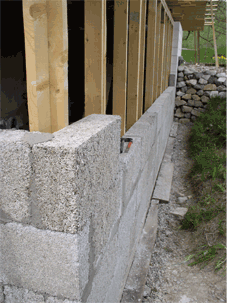
Beton konopny

Beton konopny – lekki materiał budowlany będący mieszaniną łodyg konopi oraz spoiwa (wapna, piasku i cementu), używany do konstrukcji i izolacji. Sprzedawany pod nazwami handlowymi Hemcrete, Canobiote, Canosmose, i Isochanvre. Ma dobre cieplne i akustyczne właściwości izolacyjne. Uznawany za materiał odnawialny i ognioodporny. Gęstość wynosi około 15% gęstości tradycyjnego betonu. 
Beton konopny może być stosowany w postaci bloczków (na wzór cegieł) oraz wylewany pomiędzy tymczasowym szalunkiem. Jest to budownictwo ekologiczne, które jest przyjazne dla środowiska. Ceny tego materiału są niższe niż standardowych materiałów budowlanych.